# Forever Trouble
Forever Trouble er andet studiealbum fra det danske britpopband Virgin Suicide. Det blev udgivet i 2017. Det modtog fire ud af seks stjerner i musikmagasinet GAFFA.

## Spor
1. "Forever Trouble"
2. "You Hate The Way I Feel"
3. "Pour Me Love"
4. "The Challenge Of Your Stone Heart"
5. "1050 Days"
6. "Burnout"
7. "Twistor Space"
8. "Evil Eyes"
9. "Tidal Eyes"
10. "Light The Candle"